# Leptogaster judaica
Leptogaster judaica là một loài ruồi trong họ Asilidae. Leptogaster judaica được Janssens miêu tả năm 1969. Loài này phân bố ở vùng Cổ Bắc giới và châu Á.